# Treinamento autógeno
O treinamento autógeno é uma técnica de relaxamento baseada na autossugestão criada pelo psiquiatra berlinense Johannes Heinrich Schultz (1884-1970). Seu livro Das autogene Training, obra básica sobre o método, foi publicado em 1930 e desde então o método se difundiu muito, tornando-se uma parte essencial no tratamento de estresse e de outros transtornos psicossomáticos. O termo "autógeno" é derivado das palavras gregas "autos" (si mesmo) e "genos" (gerar) e refere-se ao fato de o relaxamento não ser induzido mas gerado pelo próprio praticante.

## Introdução
O treinamento autogênico é ensinado normalmente em grupos guiados por um psicólogo, terapeuta ocupacional, médico ou outra pessoa devidamente preparada e se divide em duas partes: os níveis básico e avançado.
O nível básico (Unterstufe) do método tem por objetivo o relaxamento psíquico e corporal e compõe-se de sete "exercícios" (fórmulas) que têm por objetivo (1) estabelecimento de uma tranquilidade inicial, (2) relaxamento do tônus muscular (sensação de peso), (3) estimulação da circulação do sangue (sensação de calor nos membros), (4) regulação da respiração, (5) regulação dos batimentos cardíacos, (6) aprofundamento do relaxamento (concentração no plexo solar) e (7) tranquilização da cabeça e dos pensamentos.
O nível avançado (Oberstufe) trabalha com a imaginação e tem por objetivo o autoconhecimento e o desenvolvimento pessoal. Também aqui Schultz diferencia sete graus: (1) a visualização de uma cor qualquer, (2) a visualização de toda a gama de cores, (3) a visualização de objetos concretos, (4) visualização de abstrações (ex. alegria, felicidade) através de alegorias ou símbolos, (5) visualização de emoções através de situações que as caracterizem, (6) visualização de pessoas específicas e (7) perguntas ao inconsciente. A organização do nível avançado é mais complexa do que a do nível básico e por isso encontram-se na literatura diversas enumerações dos diferentes graus. De qualquer maneira o nível avançado é um aprofundamento natural do nível básico, se bem que pode ser alcançado também através da prática de outros métodos de relaxamento.

## A prática do nível básico
O nível básico do treinamento autógeno consiste na concentração em determinadas ideias, expressas através de fórmulas repetidas internamente. Cada fórmula é repetida algumas vezes (entre cinco e dez) antes de se passar à próxima. Começa-se com as duas primeiras fórmulas e se vão acrescentando as demais com o tempo. No princípio uma sessão dura entre cinco e dez minutos, com o tempo e o aprofundamento pode-se praticar mais demoradamente. Segue-se uma sugestão de como o método pode ser aprendido:
A pessoa senta-se ou deita-se em posição cômoda - não esquecer que o objetivo não é dormir!
Os olhos podem estar fechados ou o olhar pode repousar sobre algum objeto, sem fixá-lo.
A pessoa concentra-se então em cada uma das seguintes fórmulas (ou em outras similares - esta é apenas uma sugestão baseada em uma tradução direta do alemão), repetindo-as entre cinco e dez vezes cada uma (como já dito, começa-se com as duas primeiras e as outras se vão acrescentando com o tempo):
1. Eu estou tranquilo (ou: eu estou tranquilo e relaxado)
2. Os braços e as pernas estão pesados (pode-se repetir a fórmula separadamente para cada braço e cada perna)
3. Os braços e as pernas irradiam calor
4. A respiração está tranquila e regular (ou: a respiração acontece por si mesma)
5. O coração pulsa tranquilo e regularmente
6. O plexo solar irradia calor (ou: a barriga/o ventre/o meu centro irradia calor)
7. A cabeça está livre (ou: a testa está fresca/fria e a cabeça tranquila)

A sessão termina energicamente: a pessoa fecha os punhos e estica os braços (e as pernas), respirando profundamente e abre os olhos. É importante que o corpo tenha novamente a tensão necessária antes que a pessoa se levante - sob pena de sonolência durante todo o resto do dia. Esse retorno do relaxamento só pode ser deixado de lado se se faz o exercício imediatamente antes de dormir à noite.